# ال.آی.ای.
ال. آی.ای. (انگلیسی: L.I.E.) یک فیلم در سبک درام درباره‌ی رابطه‌ی یک پسر پانزده ساله و یک مرد میان‌سال، به کارگردانی مایکل ونتسا است که در سال ۲۰۰۱ منتشر شد. از بازیگران آن می‌توان به برایان کاکس، پل دینو، بیلی کی و بروک آلتمن اشاره کرد.